# Vidya Shankar (artista)

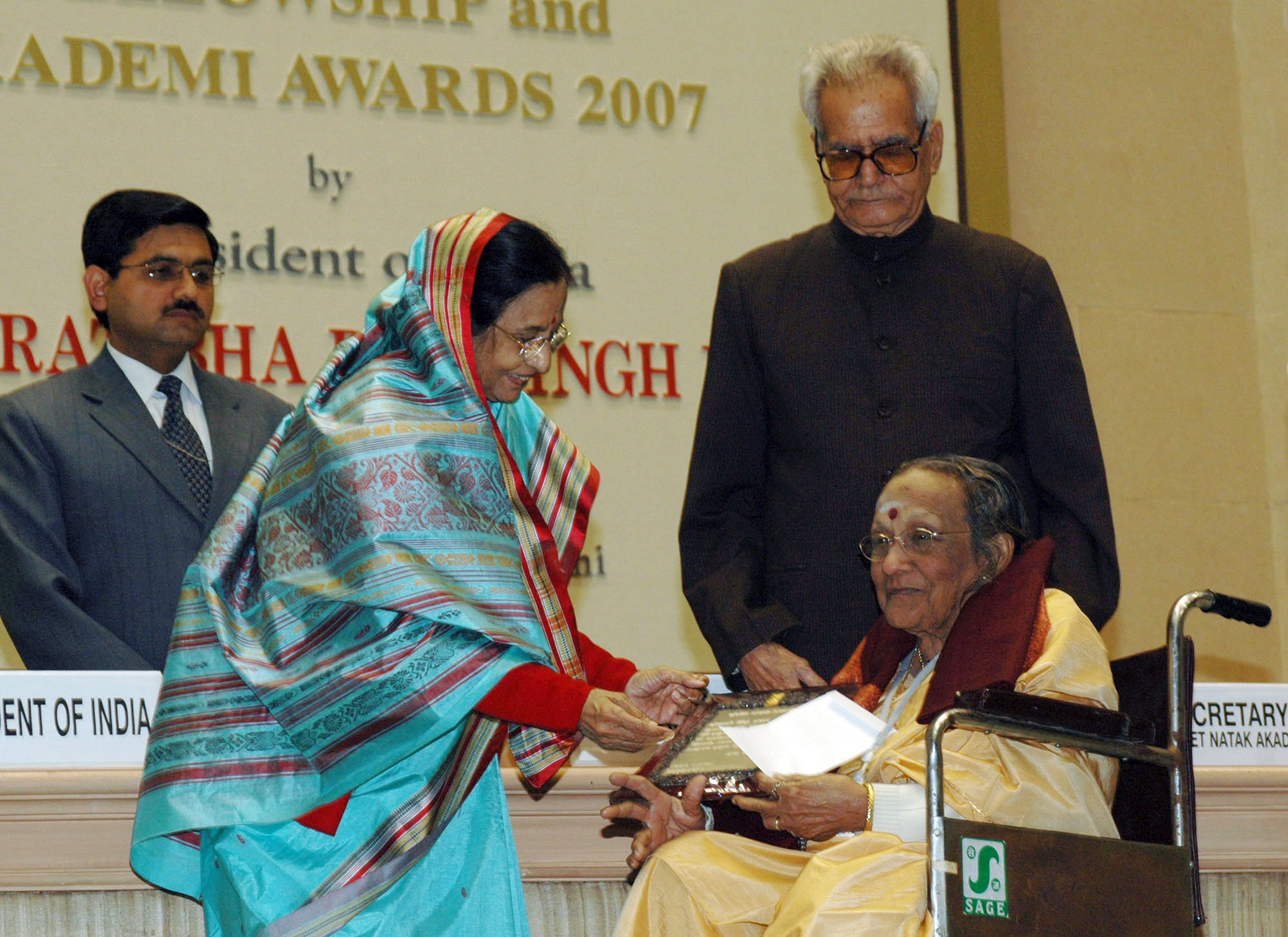
A Presidente, Smt. Pratibha Devisingh Patil, entregando o Prêmio Sangeet Natak Akademi 2007 a Smt. Vidya Shankar.

Vidya Shankar (28 de dezembro de 1919 a 29 de junho de 2010) foi uma ilustre musicóloga indiana, educadora e vainika (músico de veena). Ela recebeu o prémio Sangeet Natak Akademi, o maior prémio indiano para artistas praticantes da época.

## Carreira
Como criança, Shankar foi ensinada em casa até ao ensino médio. Proficiente em matemática, a sua matéria favorita, ela pretendia seguir um diploma na área, mas a ideia foi rejeitada pelo pai, que a considerou "uma matéria muito árdua na faculdade para uma menina. Em vez disso, ele me fez estudar música." Depois de completar o curso de formação de professores, ela leccionou matemática em Kala Nilayam, na Children's Garden School e na Kalakshetra Foundation em Chennai, mais tarde ensinando Sânscrito e musicologia no Central College of Carnatic Music.
Shankar recebeu a sua educação musical inicial com TS Sabesa Iyer, recebendo a sua formação avançada com Madras Sabapathi Iyer e o musicólogo T. L. Venkatarama Iyer. Devido à sua proficiência em sânscrito e inglês, ela tornou-se numa autoridade na área, publicando vários artigos e livros. Em 2007, ela foi agraciada com o Prémio Sangeet Natak Akademi.

## Vida pessoal
Membro da ilustre família de intelectuais Chandrasekhar, Shankar era a irmã mais nova do Nobel de Física Subramanyam Chandrashekhar e sobrinha do Nobel de Física C. V. Raman. Ela era casada com V. S. Iyer, um executivo da Parry & Co.